# Sablones

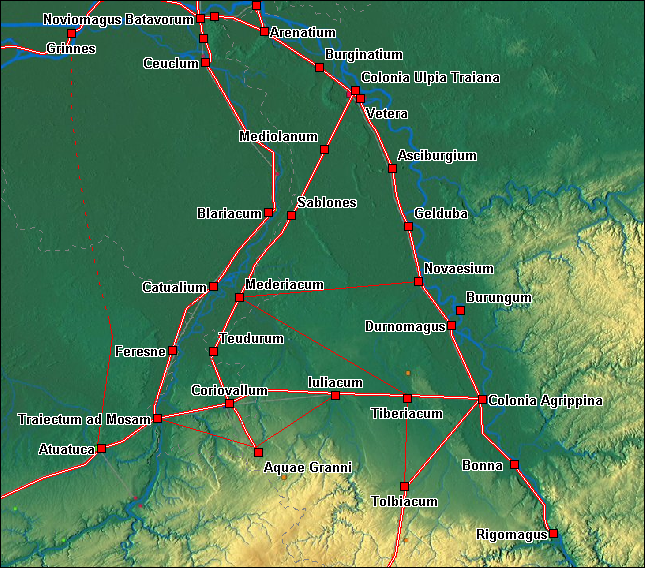
Romeinse wegen tussen Tongeren, Nijmegen en Keulen

Sablones was een Romeinse nederzetting in de provincie Neder-Germanië (Germania Inferior), waarschijnlijk bij het hedendaagse Kaldenkerken in Duitsland, net over de grens bij Venlo. De statio staat vermeld in de Romeinse reisgids Itinerarium Antonini tussen Mederiacum (Melick) en Mediolanum (Geldern-Pont) en lag aan de Romeinse heerweg van Coriovallum (Heerlen) naar Colonia Ulpia Traiana (Xanten).